# Памятник казаку Дружко
Памятник казаку Дружко — монумент, открытый городе Дружковка Донецкой области (Украина) в честь легендарного основателя города — запорожского казака Дружко.

## История
По существующей версии, название города Дружковки связано с именем запорожского казака Дружко, основавшего сторожевой пост на берегу реки Торец для защиты южных границ Российской империи от татарских набегов.
12 сентября 2008 года в центре Дружковки состоялось торжественное открытие памятника основателю города казаку Дружко. Монумент установлен в зеленой зоне у здания исполкома, рядом с городской Доской почета. Памятник изготовлен из огромного камня-песчаника дружковским мастером резьбы по дереву и камню Юрием Топузом по эскизу константиновских художников Виктора Федоренко и Юрия Артемова